# Igor Rickli
Ígor Rickli (ur. 14 grudnia 1983 w Ponta Grossa w stanie Parana) – brazylijski aktor.
W wieku 6 lat występował w inscenizacjach w kościele, gdzie uczęszczał wraz z rodziną. W 2006 przeniósł się do Rio de Janeiro. Zagrał w telewizji w Kwiat Karaibów (Flor do Caribe, 2013) jako czarny charakter Alberto Albuquerque.
Na scenie występował m.in. w musicalu Hair (2010)	jako Berger, Judy Garland - O Fim do Arco-Íris (2011) w roli Mickeya Deansa, Jesus Christ Superstar jako Jezus i Pasja w Nowej Jerozolimie  (Paixão de Cristo de Nova Jerusalém, 2015) jako Jezus.
W 2010 ożenił się z piosenkarką i aktorką Aline Wirle, zawiązaną z grupą Rouge. Mają syna Antônio (ur. we wrześniu 2014).

## Filmografia
- 2008: Ostatni przystanek 174 (Última Parada 174) jako Reporter
- 2010: A Vida Alheia jako Amadeu
- 2011: Disparos jako Yvan
- 2013: Flor do Caribe jako Alberto Albuquerque
- 2013: O Tempo e o Vento jako Bolívar